# Jorge Burruchaga
Jorge Luis Burruchaga (Gualeguay, 1962. október 9. –) világbajnok argentin labdarúgó, edző. Az 1986-os világbajnokság döntőjében ő lőtte Argentína győztes gólját az NSZK ellen.

## Pályafutása

### Klubcsapatban
Burruchaga az argentin másodosztályú Arsenal de Sarandí-nál kezdte karrierjét 1979-ben.
Két évvel később figyelt fel rá a 80-as évek egyik legnagyobb csapata az Independiente.
1983-ban bajnoki címet szerzett csapatával, majd a következő évben sikerült a Libertadores-kupát is abszolválnia.
1985-ben kontinenst váltott és Európában, a francia Nantes egyesületében folytatta karrierjét.
Első szezonjában ezüstérmet sikerült szereznie a csapattal.
A Nantes-ban töltött 7 év után szerződött a szintén első osztályú Valenciennes együtteséhez, ahol részt vett az Marseille elleni megvesztegetési botrányban. 1993. május 22-én a Marseille középpályása Jean-Jacques Eydelie és a klub általános igazgatója, Jean-Pierre Bernes, 250 000 frankot ajánlott fel neki és csapattársának Christophe Robertnek, hogy befolyásolják a mérkőzés kimenetelét. Burruchaga állítása szerint, először elfogadta az ajánlatot, de aztán meggondolta magát.
A bíróságon hat hónap felfüggesztett börtönbüntetésre ítélték, és 5000 frank (kb. 750 euró) bírságot szabtak ki rá.
1995-ben visszatért hazájába az Independientéhez, és itt fejezte be profi labdarúgó pályafutását.

## Sikerei, díjai

### Játékosként
Argentína
- Világbajnok (1)
  - 1. helyezett: 1986, Mexikó

 Independiente
- Argentin bajnok (1)
  - 1983 (Metropolitano)
- Interkontinentális kupa (1)
  - 1984
- Libertadores-kupa (1)
  - 1984
- Copa Sudamericana (1)
  - 1995
- Recopa Sudamericana (1)
  - 1995